# Цалдаші
Цалдаші (груз. ცალდაში) — село в Грузії.
За даними перепису населення 2014 року в селі проживає 41 особа.